# Hypacrosaurus
Hypacrosaurus (gr. "lagarto casi más alto") es un género con 2 especies conocidas de dinosaurios hadrosáuridos, que vivieron a finales del período Cretácico, durante el Maastrichtiense y Campaniense, hace aproximadamente entre 75 a 67 millones de años, en lo que hoy es Norteamérica. La especie tipo es Hypacrosaurus altispinus fue descrita en 1913 y la segunda especie es Hypacrosaurus stebingeri recién en 1994.

## Descripción
Era un género del dinosaurio de pico de pato similar en aspecto a Corythosaurus. Como este último, tenía una cresta redondeada alta y hueca, aunque no como grande y erguida. Se conoce por restos de dos especies que vivieron en Alberta, Canadá, y Montana, los EE. UU., y es el último hadrosáurido de cresta hueca bien conocido de Norteamérica. La primera de las dos especies conocida, Hypacrosaurus altispinus, es la especie tipo, se conoce a partir de 5 a 10 cráneos articulados con algunos restos esqueléticos asociados, de individuos jóvenes a adultos. Hypacrosaurus stebingeri se conoce de un número desconocido pero considerable de individuos, con una gama de edad de embriones a adultos.

Comparación de tamaño entre las dos especies y un humano

Hypacrosaurus es fácil de distinguir de otros picos de patos con crestas por sus altos procesos espinosos en la vértebras y la forma de la cresta. Las espinas neurales, que se proyectan en dorsal de las vértebras de la espalda son de 5 a 7 veces más altas que el cuerpo de la respectiva vértebra. lo que le da una espalda alta vista de perfil. El cráneo presenta una cresta muy parecida a la del Corythosaurus, pero es más puntudo a lo largo de su techo, no tan alto, más ancho, y tiene una pequeña púa huesuda en la parte posterior. A diferencia de otros lambeosaurinos, los pasajes de aire en la cresta no tiene la forma de S, por lo menos en el H. altispinus. El animal media alrededor de 9,10 metros de largo, y un peso estimado de 4 toneladas. Como la mayoría de los pico de pato, su esqueleto no poseía ninguna otra característica remarcable, sin embargo algunos detalles de la pelvis eran distintivos. Como otros hadrosáuridos era un herbívoro que altenaba entre la posición bípeda y cuadrúpeda. Las dos únicas especies conocidas, H. altispinus y H. stebingeri son indistinguibles por el método de las autapomorfías, con H. stebingeri descrito como transitorio entre el anterior Lambeosaurus y el más moderno Hypacrosaurus altispinus. las fotografías  de un cráneo de un ejemplar adulto de un H. stebingeri muestran a un ejemplar que se ve muy parecido a un H. altispinus.

## Descubrimiento e investigación
Los restos del holotipo de Hypacrosaurus fueron recogidos en 1910 por Barnum Brown del Museo Norteamericano de Historia Natural. Los restos, un esqueleto postcraneal consisten en varias vértebras y partes de la pelvis, AMNH 5204, provenientes de las riberas del Río Red Deer cerca de Tolman Ferry, Alberta, Canadá, rocas que hoy son conocidas como pertenecientes a la Formación Cañón Herradura. Brown describió estos restos, conjuntamente con otros huesos postcraneales, que en 1913 fueron considerados un nuevo género Saurolophus. En aquel entonces no se conocía ningún cráneo, pero dos cráneos pronto fueron descubiertos y descritos.  El nombre genérico proviene de la combinación de los vocablos en griego υπο, hypo, "menos", ακρος, akros, "alto" y σαυρος saurus "lagarto", debido a que era más pequeño que Tyrannosaurus.

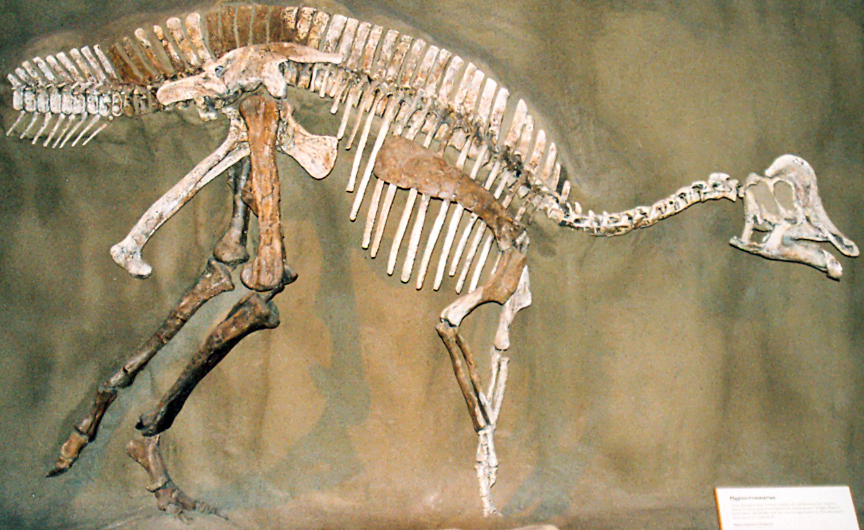
Esqueleto de Hypacrosaurus en el Museo Tyrrell.

Durante este período, los restos de pequeños pico de patos con cresta hueca fueron descritos con sus propios géneros y especies. El primero de estos que figura en la historia de Hypacrosaurus era Cheneosaurus tolmanensis, basado en un cráneo, vértebras y huesos del miembro y pelvis de la Formación Cañón Herradura. No pasó mucho tiempo para que, Richard Swann Lull y Nelda Wright identifican al ejemplar, AMNH 5461 de la Formación Dos Medicinas de Montana como un espécimen de Procheneosaurus. estos y otro taxones fueron aceptados como géneros válidos hasta los años 70, cuando Peter Dodson demostró que fuera más probable que "Cheneosaurus" eran individuos juveniles de otros lambeosaurinos establecidos. Aunque fuera referido sobre todo a la anterior, Formación Parque del Dinosaurio a los géneros Corythosaurus y Lambeosaurus, sugirió que Cheneosaurus resultaría ser compuesto de individuos juveniles del contemporáneo  Hypacrosaurus altispinus. Esta idea es aceptada, pero no debidamente probada. Procheneosaurus de Dos Medicinas, mientras tanto, no era absolutamente como el otro espécimen deProcheneosaurus estudiado por Dodson, y por esta razones, era más bien una especie que no sería nombrada hasta 1994, H. stebingeri.
La nueva especie Hypacrosaurus fue nombrada para una variedad de restos, incluyendo crías con huevos asociados y nidos, encontrados en la Formación Dos Medicinas de Montana, y a través de la frontera en Alberta. Estos representan "la colección más grande de material esquelético del bebé de cualquier especie conocida de hadrosáurido".

## Clasificación
Hypacrosaurus fue un hadrosáurido lambeosaurinae, siendo reconocido como tal desde la descripción de su cráneo. Entre los Lambeosaurinae, esta más cercano a Lambeosaurus y Corythosaurus, con Jack Horner y Phil Currie en 1994, sugiriendo que H. stebingeri es transicional entre Lambeosaurus y H. altispinus, y Michael K. Brett-Surman en 1989, sugiriendo que Hypacrosaurus y Corythosaurus son el mismo género. Estos géneros, particularmente Corythosaurus e Hypacrosaurus, se ven como la rama con casco de los lambeosaurinos, y al clado que forman se lo suele llamar Lambeosaurini. Sin embargo Suzuki et al. en la redescripción del 2004 de Nipponosaurus encontró una fuerte relación entre Nipponosaurus y Hypacrosaurus stebingeri, indicando que posiblemente Hypacrosaurus sea parafilético, Esto ha sido rechazado por Evans y Reisz en 2007, en un más intensivo reanálisis de los lambeosaurinos, donde se encuentra que las dos especies de Hypacrosaurus forman un clado separado de Nipponosaurus, pero junto de Corythosaurus y Olorotitan. Un estudio de 2012 de Prieto-Márquez y colegas coloca a Hypacrosaurus altispinus más cercano a Olorotitan que a Hypacrosaurus stebingeri, lo que de confirmarse volvería a plantear la parafilia de Hypacrosaurus.

### Filogenia
El siguiente cladograma que ilustra las relaciones de Hypacrosaurus y sus parientes cercanos fue recuperado en un análisis filogenético de 2012 por Albert Prieto-Márquez, Luis M. Chiappe y Shantanu H. Joshi.
|  | Magnapaulia |
|  |             |
|  | Velafrons   |
|  |             |

|  | Lambeosaurus lambei         |
|  |                             |

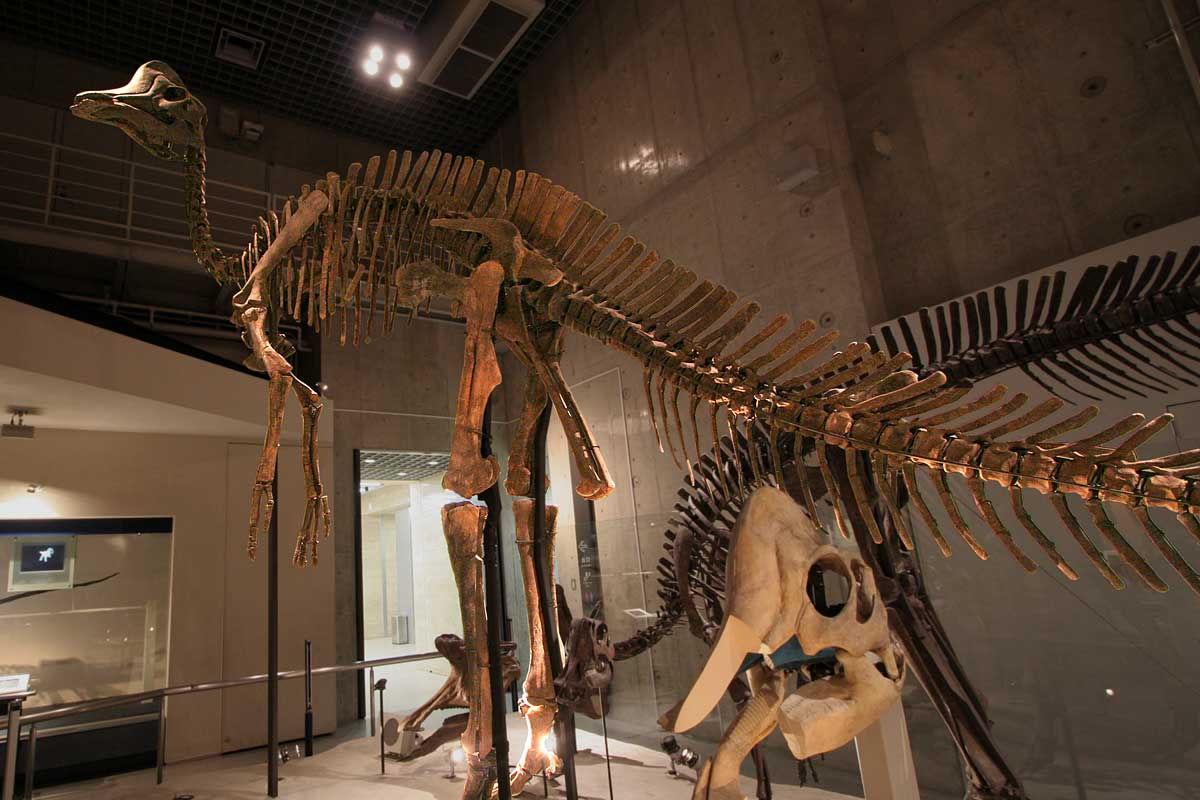
Esqueleto expuesto en el Museo Nacional de la Naturaleza y la Ciencia, Tokio, Japón

|  | Lambeosaurus magnicristatus |
|  |                             |

|  | Corythosaurus casuarius   |
|  |                           |
|  | Corythosaurus intermedius |
|  |                           |

|  | Hypacrosaurus" stebingeri                                               |
|  |                                                                         |
|  | \| \| Hypacrosaurus altispinus \| \| \| \| \| \| Olorotitan \| \| \| \| |
|  |                                                                         |
|  | Hypacrosaurus altispinus                                                |
|  |                                                                         |
|  | Olorotitan                                                              |
|  |                                                                         |

|  | Hypacrosaurus altispinus |
|  |                          |
|  | Olorotitan               |
|  |                          |

|  | Corythosaurus casuarius   |
|  |                           |
|  | Corythosaurus intermedius |
|  |                           |

|  | Hypacrosaurus" stebingeri                                               |
|  |                                                                         |
|  | \| \| Hypacrosaurus altispinus \| \| \| \| \| \| Olorotitan \| \| \| \| |
|  |                                                                         |
|  | Hypacrosaurus altispinus                                                |
|  |                                                                         |
|  | Olorotitan                                                              |
|  |                                                                         |

|  | Hypacrosaurus altispinus |
|  |                          |
|  | Olorotitan               |
|  |                          |

|  | Lambeosaurus lambei         |
|  |                             |
|  | Lambeosaurus magnicristatus |
|  |                             |

|  | Corythosaurus casuarius   |
|  |                           |
|  | Corythosaurus intermedius |
|  |                           |

|  | Hypacrosaurus" stebingeri                                               |
|  |                                                                         |
|  | \| \| Hypacrosaurus altispinus \| \| \| \| \| \| Olorotitan \| \| \| \| |
|  |                                                                         |
|  | Hypacrosaurus altispinus                                                |
|  |                                                                         |
|  | Olorotitan                                                              |
|  |                                                                         |

|  | Hypacrosaurus altispinus |
|  |                          |
|  | Olorotitan               |
|  |                          |

|  | Corythosaurus casuarius   |
|  |                           |
|  | Corythosaurus intermedius |
|  |                           |

|  | Hypacrosaurus" stebingeri                                               |
|  |                                                                         |
|  | \| \| Hypacrosaurus altispinus \| \| \| \| \| \| Olorotitan \| \| \| \| |
|  |                                                                         |
|  | Hypacrosaurus altispinus                                                |
|  |                                                                         |
|  | Olorotitan                                                              |
|  |                                                                         |

|  | Hypacrosaurus altispinus |
|  |                          |
|  | Olorotitan               |
|  |                          |

|  | Magnapaulia |
|  |             |
|  | Velafrons   |
|  |             |

|  | Lambeosaurus lambei         |
|  |                             |
|  | Lambeosaurus magnicristatus |
|  |                             |

|  | Corythosaurus casuarius   |
|  |                           |
|  | Corythosaurus intermedius |
|  |                           |

|  | Hypacrosaurus" stebingeri                                               |
|  |                                                                         |
|  | \| \| Hypacrosaurus altispinus \| \| \| \| \| \| Olorotitan \| \| \| \| |
|  |                                                                         |
|  | Hypacrosaurus altispinus                                                |
|  |                                                                         |
|  | Olorotitan                                                              |
|  |                                                                         |

|  | Hypacrosaurus altispinus |
|  |                          |
|  | Olorotitan               |
|  |                          |

|  | Corythosaurus casuarius   |
|  |                           |
|  | Corythosaurus intermedius |
|  |                           |

|  | Hypacrosaurus" stebingeri                                               |
|  |                                                                         |
|  | \| \| Hypacrosaurus altispinus \| \| \| \| \| \| Olorotitan \| \| \| \| |
|  |                                                                         |
|  | Hypacrosaurus altispinus                                                |
|  |                                                                         |
|  | Olorotitan                                                              |
|  |                                                                         |

|  | Hypacrosaurus altispinus |
|  |                          |
|  | Olorotitan               |
|  |                          |

|  | Lambeosaurus lambei         |
|  |                             |
|  | Lambeosaurus magnicristatus |
|  |                             |

|  | Corythosaurus casuarius   |
|  |                           |
|  | Corythosaurus intermedius |
|  |                           |

|  | Hypacrosaurus" stebingeri                                               |
|  |                                                                         |
|  | \| \| Hypacrosaurus altispinus \| \| \| \| \| \| Olorotitan \| \| \| \| |
|  |                                                                         |
|  | Hypacrosaurus altispinus                                                |
|  |                                                                         |
|  | Olorotitan                                                              |
|  |                                                                         |

|  | Hypacrosaurus altispinus |
|  |                          |
|  | Olorotitan               |
|  |                          |

|  | Corythosaurus casuarius   |
|  |                           |
|  | Corythosaurus intermedius |
|  |                           |

|  | Hypacrosaurus" stebingeri                                               |
|  |                                                                         |
|  | \| \| Hypacrosaurus altispinus \| \| \| \| \| \| Olorotitan \| \| \| \| |
|  |                                                                         |
|  | Hypacrosaurus altispinus                                                |
|  |                                                                         |
|  | Olorotitan                                                              |
|  |                                                                         |

|  | Hypacrosaurus altispinus |
|  |                          |
|  | Olorotitan               |
|  |                          |

## Paleobiología
Como todo hadrosáurido, Hypacrosaurus fue un herbívoro que alternaba entre el caminar bípedo y cuadrúpedo, comiendo una variedad de plantas. El cráneo permitía un movimiento análogo a la masticación, y sus dientes se substituían continuamente y estaban incluidos en baterías dentales que contuvieron centenares de dientes, solo un puñado eran funcionales al mismo tiempo. El material vegetal habría sido cosechado por su pico amplio, y mantenido dentro de la boca por un órgano similar a las mejillas. La vegetación de la que se habría alimentado abarcaba desde el suelo hasta los 4 metros de alto. El descubrimiento de marcas de dientes en el peroné de un espécimen de Hypacrosaurus infligido por una mordedura de los dientes de un tiranosáurido indicó que este y otros hadrosáuridos fueron presa o comidos como carroña por grandes dinosaurios terópodos durante el Cretácico Superior.

### Nidos y crecimiento

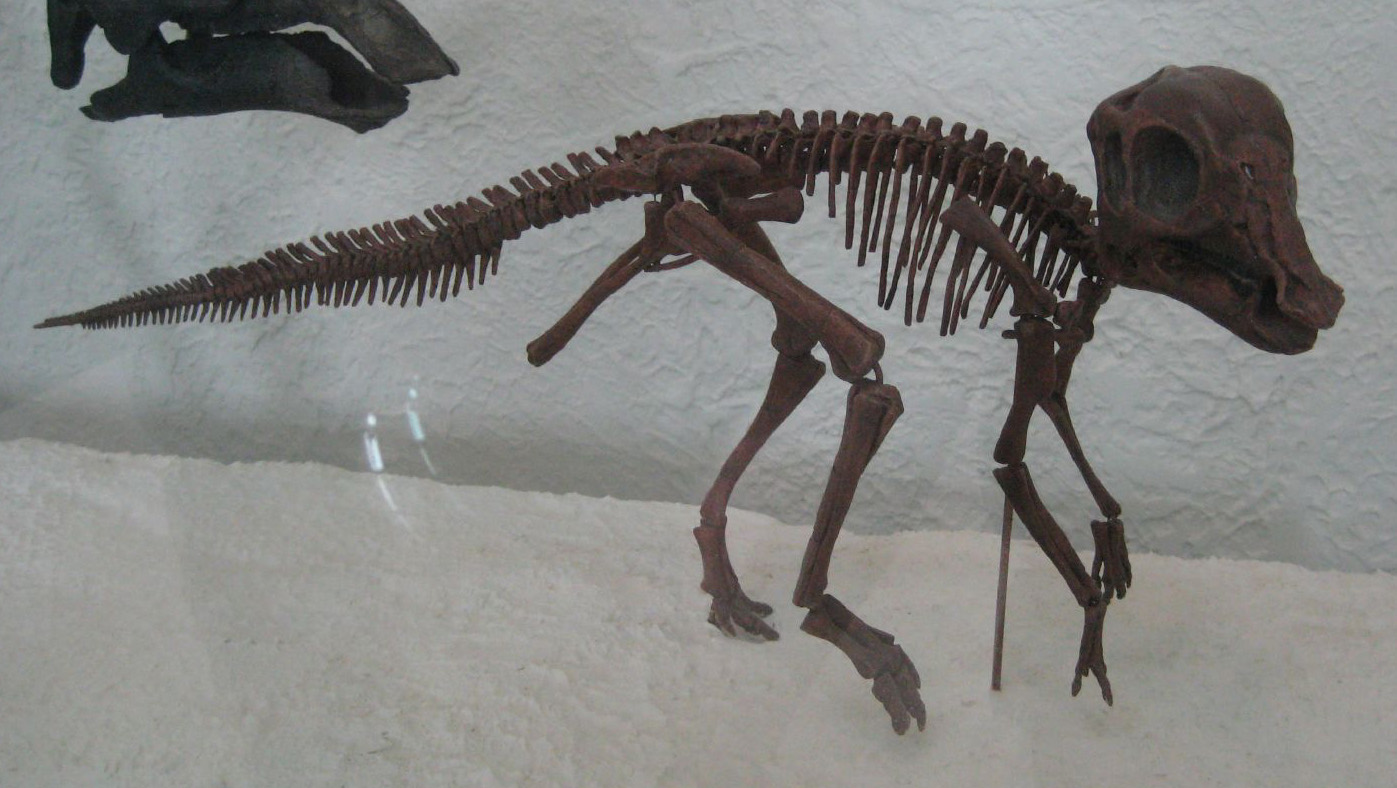
Cría de Hypacrosaurus altispinus, Museo Americano de Historia Natural.

H. stebingeri ponía huevos esféricos y rugosos de 20 por 18,5 centímetros con embriones de 60 centímetros. Las crías median alrededor de 1,7& metros de largo. Los individuos jóvenes y embrionarios tenían cráneos profundos con solamente una extensión leve en los huesos que formarían la cresta. El crecimiento era más rápido que el de los cocodrilos y comparable a las aves corredoras, durante años, basado en la cantidad de crecimiento de hueso considerada entre las líneas del crecimiento en anillo (análogo a anillo de crecimiento en árboles). Investigación de Lisa Cooper y colegas sobre H. stebingeri indica que este animal pudo haber alcanzado madurez reproductiva en la edad de 2 a 3 años, y aproximadamente alcanzando el tamaño máximo entre los 10 a 12 años. La circunferencia del el hueso del muslo en la madurez reproductiva era el cerca de 40 % del largo del mismo. El índice de crecimiento postulado para H. stebingeri era más veloz que el de los tiranosáuridos, depredadores de Hypacrosaurus, por ejemplo Albertosaurus y Tyrannosaurus. Los Hypacrosaurus de rápido crecimiento habrían tenido una mejor oportunidad de alcanzar un tamaño bastante grande para estar a salvo, y la reproducción que comienza en una edad temprana también habría sido ventajosa a un animal presa.

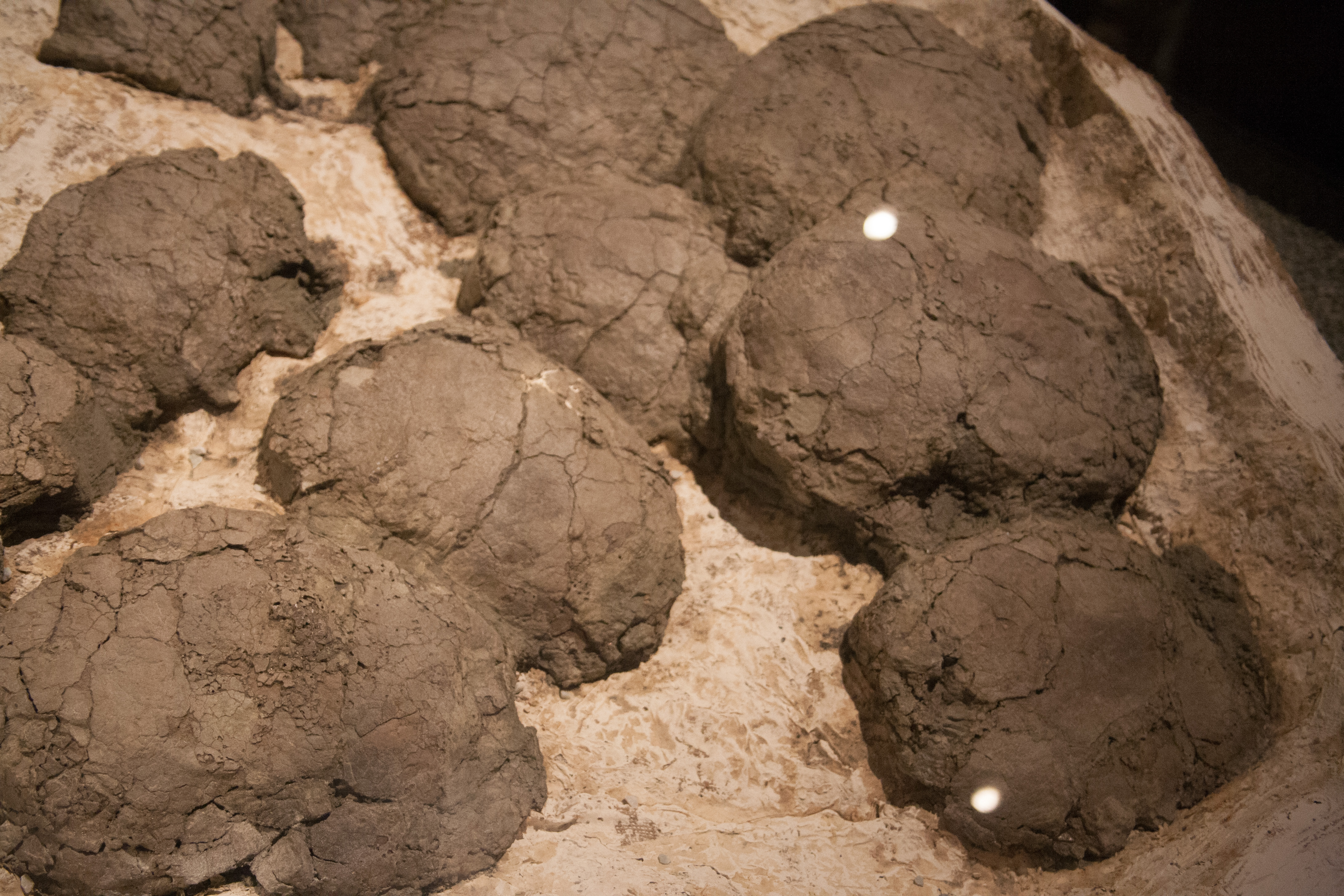
Nido de H. stebingeri

La tafonomía es el estudio de los procesos que experimenta el cuerpo de un organismo después de su muerte, que incluye un estudio de la preservación, la causa de la muerte y las circunstancias del enterramiento. El gran conjunto monoespecífico de Hypacrosaurus stebingeri en Montana fue interpretado como un grupo de dinosaurios que fue muerto por una caída de ceniza volcánica.  Este conjunto se considera autóctono, lo que significa que se cree que los restos fueron enterrados en o cerca del mismo lugar donde murieron los individuos. La variedad de edades en este grupo sostiene que se trataba de una biocenosis, un conjunto real de animales. La causa de la muerte en una ceniza volcánica es la asfixia de las cenizas y los gases liberados por las erupciones volcánicas. La preservación de este grupo diverso de dinosaurios proporciona a los investigadores una serie de crecimiento, que es una secuencia de etapas de crecimiento de juvenil a adulto.

### Funciones de la cresta

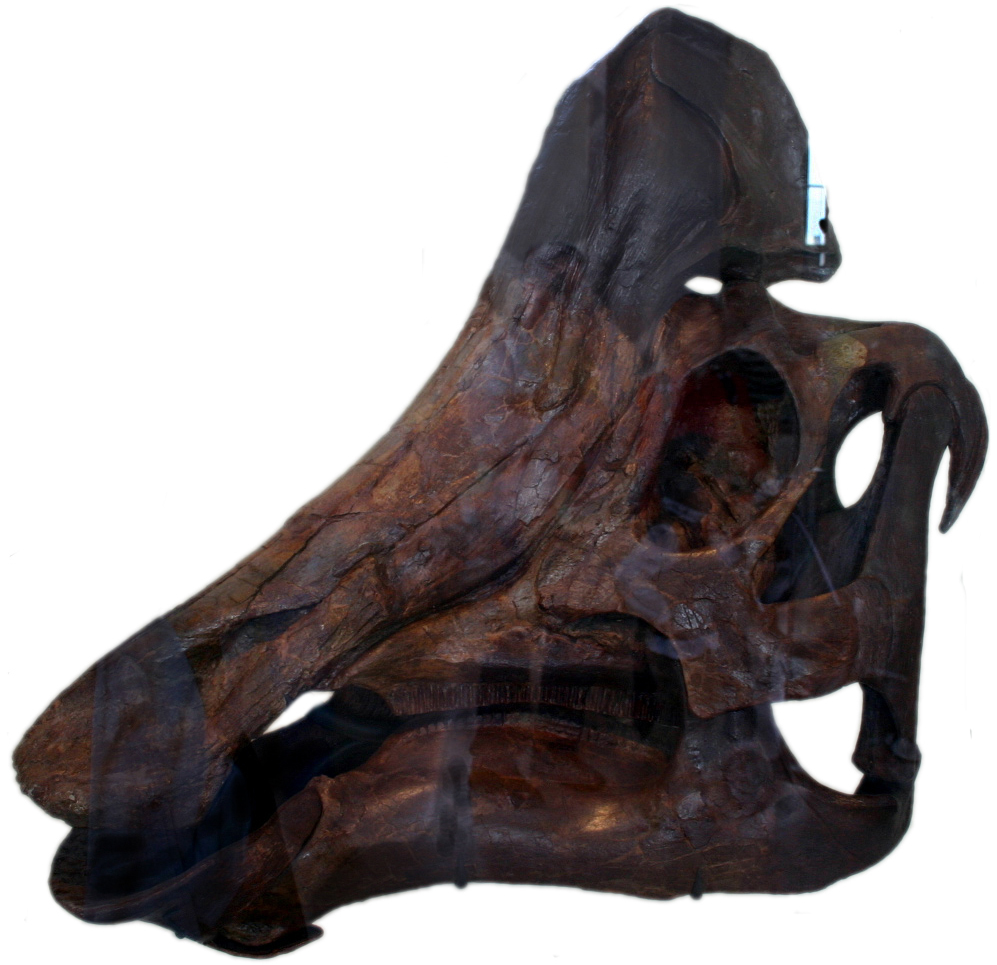
Cráneo de Hypacrosaurus, AMNH.

La cresta hueca de los hipacrosaurios tenía muy probablemente funciones sociales, tales como una señal visual permitiendo que los individuos identifiquen el sexo o la especie, y proporcionando un compartimiento de resonancia para hacer ruidos. La cresta y sus pasos nasales asociados también han sido parte en el discusión alrededor de la fisiología de los dinosaurios y su temperatura corporal, específicamente en discusiones alrededor de los huesos turbinados de la cavidad nasal. 
Los turbinados son delgados huesos o cartílagos de los cuales hay dos tipos, con dos funciones distintas. Los nasales de función olfatoria, relacionados con el sentido del olfato de todos los tetrápodos, y los turbinados respiratorios, cuya función es la de prever la pérdida de agua evaporada en el aire espirado y temperar el aire que entra en los pulmones, solo vistos en aves y mamíferos, animales de sangre caliente, que pierden mucha agua por la respiración comparados con los animales de sangre fría. Ruben y otros en 1996 concluyeron que los turbinados nasales no estaban presente en Nanotyrannus, Ornithomimus o Hypacrosaurus basados en escaneo CT, aunque esto no es evidencia que estos animales fueran de sangre fría.

### Termorregulación
El examen de la proporción de isótopos de oxígeno de los huesos de diferentes partes del cuerpo de un animal extinto debe indicar qué modo de termorregulación utiliza un animal durante su vida. Un animal endotérmico, de sangre caliente, debe mantener una temperatura corporal muy similar en todo su cuerpo, lo que se denomina homeotermia y por lo tanto, debe haber poca variación en la proporción de isótopos de oxígeno cuando se mide en diferentes huesos. Alternativamente, la proporción de isótopos de oxígeno difiere considerablemente cuando se mide en todo el cuerpo de un organismo con una fisiología ectotérmica, de sangre fría. Las proporciones de isótopos de oxígeno calculadas para Hypacrosaurus sugieren que las proporciones variaron poco, lo que indica que era una homeotermo y probablemente era endotérmico.[24] Esto contrasta con el estudio de Ruben et al. de 1996, que encontró que Hypacrosaurus no era de sangre caliente basado en la ausencia de cornetes nasales.

## Paleoecología

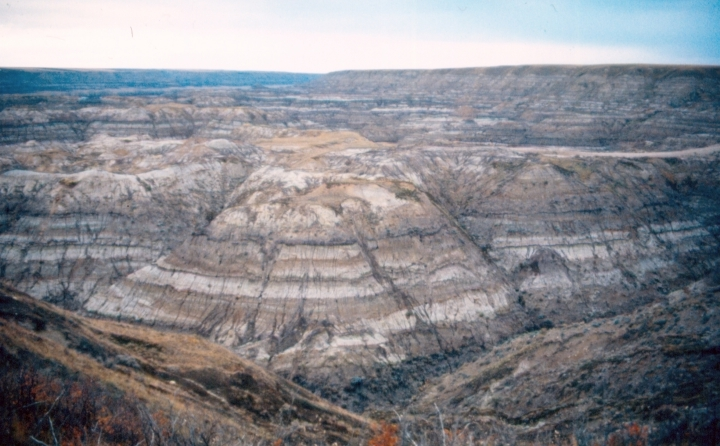
Ubicación típica de la formación Horseshoe Canyon cerca de Drumheller.

H. altispinus encontrado en la formación Cañón Herradura se ha hallado junto a otros hadrosáuridos como Edmontosaurus y Saurolophus, el hipsilofodóntido Parksosaurus, el anquilosáurido Euoplocephalus, el nodosáurido Edmontonia, ceratópsidos como Montanoceratops, Anchiceratops, Arrhinoceratops, y Pachyrhinosaurus, el paquicefalosáurido Stegoceras, los ornitomímidos Ornithomimus y Struthiomimus, y una variedad de pocos conocidos pequeños terópodos como trodóntidos y dromeosáuridos, y los tiranosáuridos Albertosaurus y Daspletosaurus. Los dinosaurios de esta formación son conocidos a veces como Edmontonianos, anterior a la edad de los mamíferos y distintas a las de las formaciones superior e inferior La formación cañón de la Herradura se interpreta que posee gran influencia marina, por las invasiones de la Via Maritina Interior Occidental, que formaron el Mar Shallow que cubrió gran parte de América del Norte durante el Cretácico H. altispinus habría preferido más las tierras altas lejos del mar.
La ligeramente más antigua la formación Dos Medicinas, hogar de H. stebingeri, también poblado por el hadrosáurido también conocido por los nidos, Maiasaura, el trodóntido Troodon, quien también se conoce por restos de nidos. El tiranosáurido Daspletosaurus, cenagnátido Chirostenotes, dromeosáuridos como Bambiraptor y Saurornitholestes, dinosaurios armados Edmontonia y Euoplocephalus, el hipsilofodóntido Orodromeus, además de hadrosáuridos Prosaurolophus, y ceratopsiso como Achelousaurus, Brachyceratops, Einiosaurus, y Styracosaurus ovatus también estaban presentes. Esta formación estaba más lejos de la Via Marítima Interior, siendo más alto, seco y con una influencia más terrestre.